# Просвечивающий электронный микроскоп

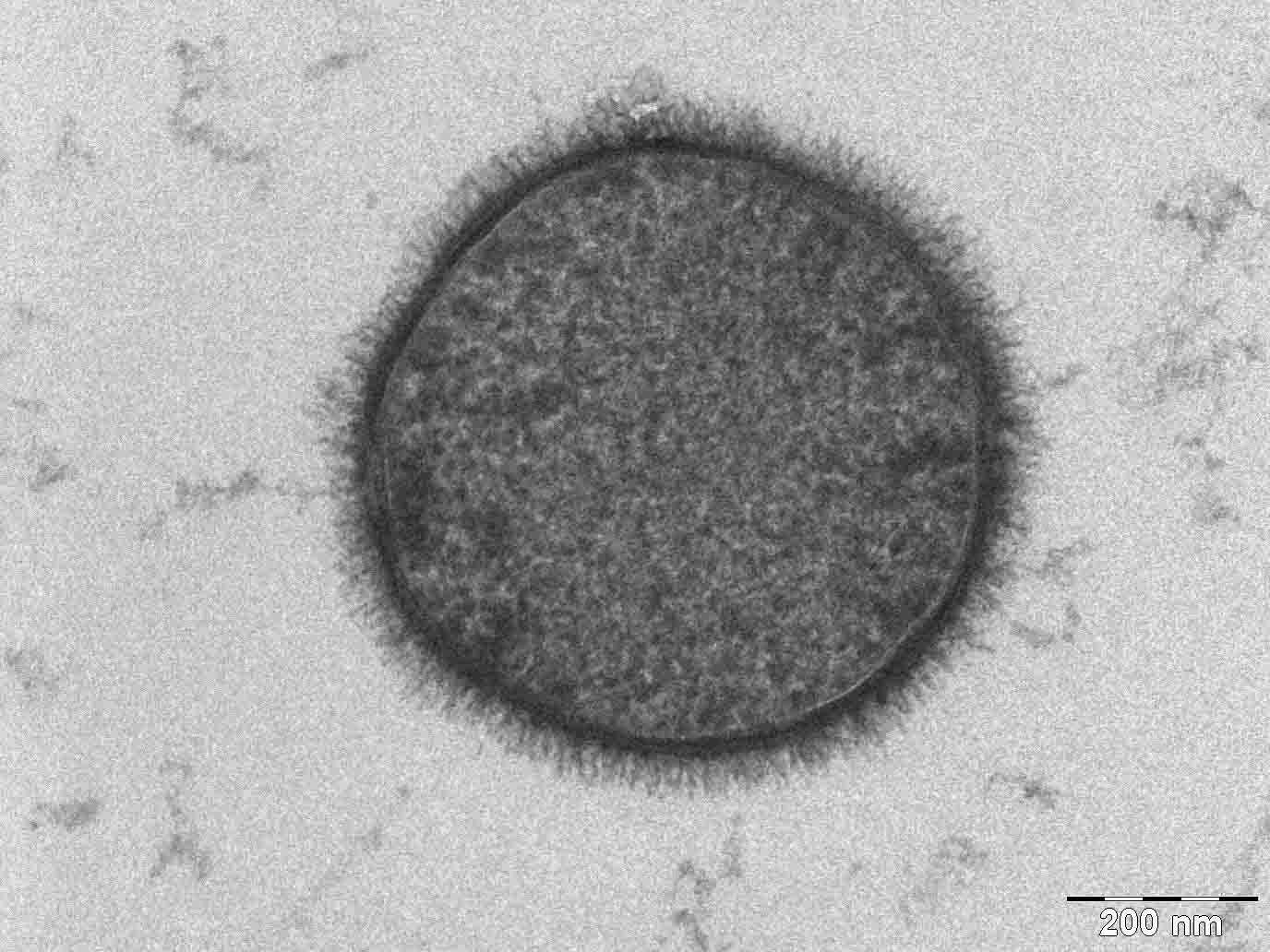
Поперечный срез клетки бактерии сенной палочки, снятый при помощи аппарата «Tecnai T-12». Масштаб шкалы — 200 нм

Просве́чивающий (трансмиссио́нный) электро́нный микроско́п (ПЭМ, англ, TEM — transmission electron microscope) — устройство для получения изображения с помощью проходящего через образец пучка электронов.
Отличается от других типов электронных микроскопов тем, что электронный пучок просвечивает образец, неоднородное поглощение электронов разными участками образца дает двумерную картину распределения плотности прошедшего электронного потока. Прошедший через образец поток затем фокусируется на регистрирующей поверхности магнитными электронными линзами (электронной оптикой) в увеличенном размере. В качестве регистрирующей поверхности применяют флуоресцентные экраны, покрытые слоем люминофора, фотоплёнку или фотопластинку, или приборы с зарядовой связью (на ПЗС-матрице). Например, на слое люминофора образуется светящееся видимое изображение.
Так как поток электронов сильно поглощается веществом, изучаемые образцы должны иметь очень маленькую толщину, так называемые ультратонкие образцы. Ультратонким считается образец толщиной менее 0,1 мкм.

## История

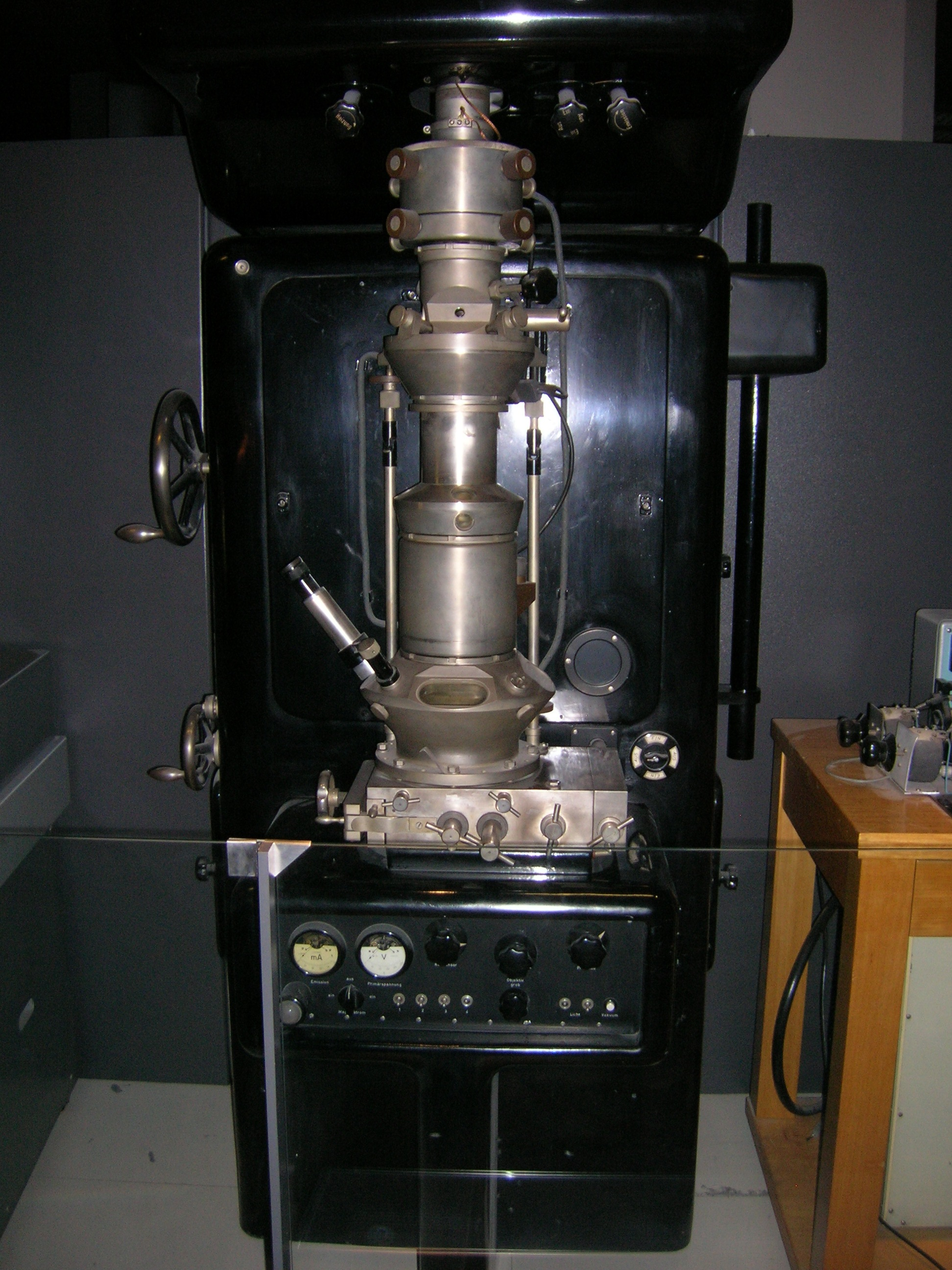
Первый практический ПЭМ; экспозиция в музее Мюнхена (Германия)

Первый ПЭМ создан немецкими инженерами-электронщиками Максом Кноллем и Эрнстом Руской 9 марта 1931 года.
Первый пригодный для использования ПЭМ был построен Альбертом Пребусом и Дж. Хиллиером в университете Торонто (Канада) в 1938 году на основе принципов, предложенных ранее Кноллем и Руской.
В 1986 году Эрнсту Руске за создание ПЭМ была присуждена Нобелевская премия.

## Теоретические основы
Теоретически максимально возможное разрешение в оптическом микроскопе ограничено:
- длиной волны, используемых для освещения образца;
- угловой апертурой оптической системы — так называемым пределом Аббе, который выражается:

{\displaystyle d={\frac {\lambda }{2n\sin \alpha }}\approx {\frac {\lambda }{2\ N_{A}}},}
{\displaystyle N_{A}=n\sin \alpha } — числовая апертура.
где {\displaystyle n} — показатель преломления среды, в которой ведется наблюдение;
{\displaystyle \alpha } — угловая апертура.
Из формулы следует, что в оптическом микроскопе принципиально не может быть получено разрешение чем немного менее длины волны освещающего света, так как показатель преломления не может быть очень большим, практически, в иммерсионных микроскопических объективах около 1,5, а синус угла всегда меньше 1.
В начале XX века ученые обсуждали вопрос преодоления ограничений относительно большой длины волны видимого света (длины волн 400—700 нанометров) путём использования пучка электронов, так как де-бройлевская длина волны электрона даже при не слишком больших его энергиях на много порядков меньше длины волны видимого света.
Поток электронов в электронном микроскопе создаётся посредством термоэлектронной или автоэлектронной эмиссии. В первом случае электроны испускаются раскалённой проволокой из вольфрама (см. нить накаливания) или раскалённым монокристаллом гексаборида лантана.
Испущенные электроны ускоряются высокой разностью потенциалов и «освещает» образец. Прошедший через образец поток пространственно модулирован по плотности электронного тока, в зависимости от «прозрачности» участков образца для электронов и далее фокусируется на регистрирующей поверхности электромагнитными (или в микроскопах с низким разрешением — электростатическими) линзами в многократно увеличенном размере.

## Устройство
В состав ПЭМ входят следующие компоненты:
- вакуумная система для удаления воздуха и увеличения длины свободного пробега электронов;
- предметный столик: держатель образца, механизмы для изменения положения держателя в процессе работы и вакуумные шлюзы;
- источник электронов: электронный прожектор (электронная пушка) для создания освещающего потока (пучка) электронов;
- источник высокого напряжения для ускорения электронов;
- апертуры — диафрагмы, ограничивающие расходимость электронного пучка;
- система электромагнитных линз (и иногда электростатических линз) для управления и фокусировки электронного луча;
- флуоресцирующий экран, на который проецируется увеличенное электронное изображение (постепенно вытесняется из употребления детекторами цифрового изображения).

Коммерческие ПЭМ могут содержать дополнительные устройства, например, сканирующую приставку, позволяющую работать в режиме растрового ПЭМ).

### Вакуумная система
Вакуумная система служит для откачки воздуха до низкого остаточного давления (обычно до 10-4 Па) из области, в которой распространяется пучок электронов и обеспечивает уменьшение частоты столкновений электронов с атомами остаточного газа до незначительного уровня — увеличение длины свободного пробега.
Вакуумная система откачки до рабочего давления состоит из нескольких ступеней:
1. роторный или мембранный насос — форвакуумные насосы 1-й ступени;
2. турбомолекулярный или диффузионный[англ.] насос — высоковакуумные насосы 2-й ступени;
3. гетероионные насосы для откачки полости электронной пушки автоэлектронной эмиссии (если используется).

С помощью насоса 1-й ступени достигается давление, требуемое для работы насоса 2-й ступени (низкий вакуум). Насос 2-й ступени снижает давление до необходимой рабочей величины.
Части ПЭМ могут быть разделены:
- специальной газовой разделяющей апертурой (англ. pressure-limiting aperture), пропускающей электронный пучок, но затрудняющей обмен остаточными газами между частями вакуумной системы;
- запорными клапанами (англ. gate valve) для разделения вакуумных частей микроскопа и может использоваться для создания в разных частях вакуумной системы различного уровня вакуума (например, ПЭМ с автоэмиссией может оснащаться отдельной системой откачки воздуха из области электронной пушки для создания сверхвысокого вакуума 10-4…10-7 Па и ниже; система откачки может включать гетероионный насос).

### Предметный столик

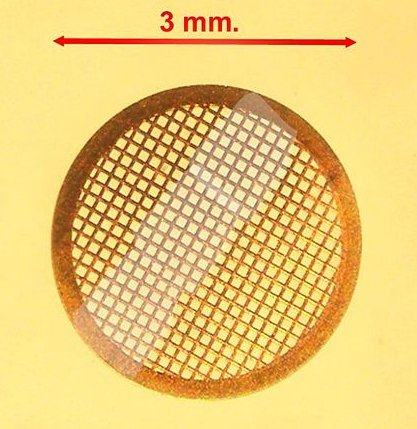
Сетка для поддержки образцов ПЭМ со срезом, полученным с помощью ультрамикротома

Предметный столик предназначен для удерживания образца во время облучения электронами и состоит из следующих элементов:
- держатель образца;
- механизмы для изменения положения держателя (поворот, наклон);
- шлюзы, позволяющие вводить держатель с образцом в вакуумную среду ПЭМ без повторной откачки всей вакуумной системы.

Образцы либо помещаются на специальную сетку, либо вырезаются в форме держателя образца (самоподдерживающиеся образцы).
Держатель пригоден для фиксации как сеток, так и самоподдерживаемых образцов стандартного размера. Распространённый диаметр сетки ПЭМ — 3,05 мм.

### Электронный прожектор
Электронный прожектор (электронная пушка) предназначена для получения пучка электронов с помощью термоэлектронной (термоэлектронные пушки) или полевой (автоэмиссионные пушки) эмиссии.

#### Термоэлектронный катод

Катод из монокристалла LaB_{6} (гексаборид лантана)

Вольфрамовый нагреваемый катод в форме изогнутой проволочной шпильки

Термоэлектронный прожектор состоит из трёх элементов:
- катод (нить накала);
- венельт;
- ускоряющий анод.

Принцип работы цилиндра Венельта

При нагревании вольфрамовая нить или заострённый кристалл гексаборида лантана испускают (эмитируют) электроны (см. термоэлектронная эмиссия). Ускоряясь под действием разности потенциалов (напряжения смещения), значительная часть электронов проходит через диафрагму в цилиндре Венельта. Изменяя напряжение смещения на цилиндре Венельта можно регулировать ток электронного прожектора. Для уменьшения тока на венель подают отрицательное относительно катода напряжение. Чем больше по модулю это отрицательное напряжение смещения, тем меньше площадь участка катода, испускающего электроны и тем меньше эмиссионный ток.
Прошедшие через апертуру (отверстие) венельта траектории электронов пересекаются в точке, называемой кроссовером или точкой фокуса венельта и являющейся практически точечным источником электронов в электронно-оптической системе микроскопа.

#### Автоэмиссионная электронная пушка
При очень высокой напряжённости электрического поля на поверхности катода возникает автоэлектронная эмиссия электронов с холодного катода, так как в таких сильных полях эффективная работа выхода электронов из металла в вакуум снижается, этот явление называется эффектом Шоттки.
Для создание высокого электрического поля на поверхности катода его выполняют в виде очень тонкого острия — обычно из вольфрамовой проволоки с радиусом скругления заострённого кончика менее 100 нм.

### Апертуры
Апертуры — это металлические диафрагмы с отверстиями для прохождения электронов. диаметр и толщина пластин подбирается так, чтобы сквозь отверстия проходили только электроны, отклоняющиеся от оптической оси не более, чем на выбранный угол.

## Подготовка образцов
Образцы для ПЭМ должны иметь толщину 20—200 нм. Наиболее удобны образцы с толщиной, сравнимой со средней длиной свободного пробега электронов в исследуемом образце, которая зависит от энергии электронов и может быть всего несколько десятков нанометров.
Образцы имеющие достаточно малые размеры прозрачны для электронов, такие, как мелкодисперстные порошки или нанотрубки, могут быть быстро подготовлены для изучения в ПЭМ нанесением их на поддерживающую сетку или плёнку.

### Образцы материалов
Главная задача при подготовке образцов — получить достаточно тонкие образцы с минимальными повреждениями структуры в процессе подготовки.

#### Механическая обработка
Для подготовки образцов может использоваться абразивная полировка. Полировка должна быть тщательной для получения постоянной толщины образца.

#### Ионное травление
Как правило, применяется в качестве финальной обработки после механической или химической предварительной обработки. Производится распылением поверхности образца бомбардировкой ускоренными ионами, обычно ионами аргона.

#### Метод реплик
Заключается в получении слепка изучаемой поверхности нанесением плёнки другого материала, с последующим удалением материала образца. Просвечиванию в ПЭМ подвергался полученный слепок.
Широко применялся в ранних исследованиях с помощью ПЭМ, так как относительно прост, в отличие от других методов подготовки образцов.

### Биологические образцы
Биологические образцы должны быть высушены или заморожены перед помещением в ПЭМ так как жидкая вода кипит в вакууме, нарушая его и разрезаны на тонкие пластинки.

#### Традиционный метод
Традиционное приготовление биологических образцов для ПЭМ включает в себя процедуры, позволяющие сохранить гистологию тканей при их подготовке для наблюдения в условиях высокого вакуума. Исходные образцы должны быть достаточно миниатюрными, чтобы обеспечить быстрое проникновение химических реактивов на всю толщину образца ткани (по крайней мере, в одном из измерений их размер не должен превышать 0,7 мм). Образцы подвергаются химической фиксации (обычно альдегидами), вторичной фиксации в тетраоксиде осмия, и затем обезвоживаются обработкой органическими растворителями (спирте или ацетоне). Обезвоженные образцы пропитываются эпоксидными смолами с отвердителями, которые затем полимеризуются. Получающиеся твердые блоки с включёнными в них биологическими образцами режутся на ультрамикротомах с помощью алмазных (реже — стеклянных) ножей на пластинки ?срезы) толщиной 20—100 нанометров. Срезы помещаются на специальные сетки (диаметром около 3 мм) и делают контрастными для электронного потока соединениями тяжелых металлов (урана, свинца, вольфрама и др.).

## Методы визуализации и формирование контраста

#### Светлое поле
Базовый режим в ПЭМ — это режим светлого поля. В этом режиме контраст формируется рассеиванием и поглощением электронов образцом. Области образца с большей толщиной и большим атомным номером выглядят темнее, тогда как области без образца в пучке электронов — светлыми (поэтому режим называется светлопольным).

#### Дифракционный контраст и темное поле
Часть электронов, проходящих через кристаллический образец, рассеивается в определённых направлениях из-за волновой природы электронов согласно закону Брэгга, формируя так называемый дифракционный контраст. Дифракционный контраст особо полезен при изучении дефектов кристаллической решетки.

### Дифракция

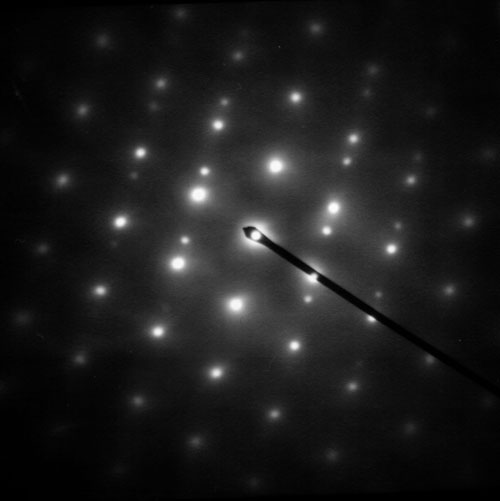
Дифракционная картина в направлении <110> с двойникового зерна ГЦК аустенитной стали

### Трехмерная визуализация
Трехмерная модель реконструируется из серии изображений, полученных с одной и той же части образца под разными углами.